# Mochcza
Mochcza (ros. Мохча) – wieś (ros. село, trb. sieło) i gmina w rejonir iżemskim w Republice Komi w Północno-Zachodnim Okręgu Federalnym w Rosji. Ze względu na podział ekonomiczny znajduje się w Północnym Regionie Ekonomicznym.
Gmina położona jest nad rzeką Iżma i obejmuje 5 osad.
W skład gminy wchodzą: Gam, Kosiel, Mohcha, Moshyuga, Shchel.
Wielkość populacji w 2017 roku wynosiła 1832 osoby.
Z Mokhchy pochodzi zdobywczyni 10 medali zimowych Igrzysk Olimpijskich w biegach narciarskich Raisa Smietanina.